# Jeff McBride
 (novembre 2023).
Si vous disposez d'ouvrages ou d'articles de référence ou si vous connaissez des sites web de qualité traitant du thème abordé ici, merci de compléter l'article en donnant les références utiles à sa vérifiabilité et en les liant à la section « Notes et références ».
Jeff McBride, également connu sous le nom de scène de Magnus, est un illusionniste américain né le 11 septembre 1959. 
Connu comme expert cartomane, il s'est spécialisé dans la manipulation de cartes à jouer, pièces de monnaie, et autres petits objets. 
Ses spectacles s'inspirent d'éléments de kabuki, une forme de théâtre japonais. Il est aussi connu pour sa contribution à la magie bizarre.